# Watch Dogs
Watch Dogs (zapisywane jako WATCH_DOGS) – przygodowa gra akcji o otwartym świecie wyprodukowana przez Ubisoft Montreal. Gra została wydana 27 maja 2014 roku. Jest to zawierający wpływy cyberpunkowe tytuł, który umożliwia graczowi włamywanie się do różnych systemów elektronicznych, co pomaga mu w osiągnięciu jego celów. Produkcja została zaprezentowana po raz pierwszy podczas konferencji prasowej Ubisoftu.

## Fabuła
Historia toczy się w mieście Chicago, w stanie Illinois, około roku 2013 i opowiada o mężczyźnie imieniem Aiden Pearce, który włamał się do chicagowskiego ctOS (Central Operating System, pol. Centralny System Operacyjny), scentralizowanego systemu komputerowego, który kontroluje niemal każdy element technologii w mieście oraz zawiera informacje o wszystkich mieszkańcach metropolii, które można wykorzystać do różnych celów. Siostrzenica głównego bohatera (Lena Pearce) została zamordowana, dlatego Aiden kieruje się zemstą i chce wziąć odwet na zabójcach.

## Rozgrywka
Mechanika rozgrywki Watch Dogs polega na korzystaniu z umiejętności hakowania oraz inwigilacji – demo zaprezentowane podczas konferencji prasowej Ubisoftu pokazało, że gracz może manipulować oraz zakłócać pracę urządzeń elektrycznych (jak choćby kamery czy sygnalizacja świetlna) oraz podsłuchiwać rozmowy telefoniczne, by gromadzić informacje na temat swojego celu. Gracz ma także dostęp do informacji zawartych w ctOS, dotyczących napotkanych bohaterów niezależnych, takich jak: demografia, stan zdrowia oraz prawdopodobieństwo użycia przemocy.  Według producenta gry rozgrywka powinna zająć przeciętnemu graczowi 35-40 godzin.

## Produkcja
Ubisoft Montreal rozpoczęło prace nad produkcją w 2010 roku. Gra powstawała przy współpracy innego studia – Ubisoft Reflections. Gra została oficjalnie zaprezentowana podczas konferencji prasowej Ubisoftu zorganizowanej podczas targów E3 2012. Trailer przedstawiający grę został omyłkowo umieszczony wcześniej na oficjalnym kanale Ubisoftu w serwisie YouTube, jednak szybko go usunięto. Ubisoft wyjawił, iż gra pojawi się na wielu plaformach – Xbox 360, PlayStation 3, PlayStation 4 oraz Microsoft Windows, a także ewentualnie na jeszcze innych. Producent zamierza wydać rozszerzenie do gry, które będzie zawierać nowego bohatera, misje, broń i zawartość dodatkową.

## Odbiór gry

### Przed premierą
Demo Watch Dogs zaprezentowane podczas E3 w 2012 roku spotkało się z pozytywnym odbiorem ze strony krytyków, którzy chwalili produkcję za wysoki poziom graficzny (mimo że wydana została z myślą o obecnej generacji konsol) oraz unikalną rozgrywkę.

### Po premierze
Po premierze Watch Dogs został w większości pozytywnie przyjęty przez recenzentów serwisów o grach. Gra w wersji na konsolę PlayStation 4 uzyskała według agregatora Metacritic 80/100 punktów, natomiast według serwisu GameRankings średnią wynoszącą 81,26%.